# Trogen AR
Trogen (psáno také jako Trogen AR pro odlišení od jiných stejnojmenných sídel) je obec ve švýcarském kantonu Appenzell Ausserrhoden. Nachází se asi 14 kilometrů severovýchodně od Herisau a 6 kilometrů jihovýchodně od St. Gallenu, v nadmořské výšce 903 metrů. Žije zde přibližně 1 700 obyvatel. V obci sídlí kantonální soud kantonu Appenzell Ausserrhoden.

## Geografie
Trogen leží ve střední části bývalého unitárního kantonu Appenzell (této oblasti se historicky říká Mittelland), kterému dominuje nejvyšší hora okresu, Gäbris. Nejnižší bod obce se nachází v Chastenlochu ve výšce 693 metrů, nejvyšší bod je nad osadou Sitz ve výšce 1183 metrů. Trogen sousedí s obcemi Wald, Altstätten, Gais, Bühler, Speicher a Rehetobel a s vnitřní částí okresu (obce) Oberegg. Celková rozloha obecního katastru činí 1003 hektarů. 78 hektarů je zastavěná plocha, 509 hektarů je zemědělsky využívaných a 412 hektarů tvoří lesní plochy.
Trogen je také konečnou stanicí železniční tratě Appenzell – St. Gallen – Trogen společnosti Appenzeller Bahnen (dříve Trogenerbahn).

## Historie

Trogen v roce 1957

Trogen byl poprvé zmíněn v roce 1168 jako Trugin. Po skončení appenzellských válek v roce 1429 vznikl rod Trogenů, který si nárokoval obec Oberegg a části Bühleru a Gaisu. V roce 1525 se Trogen připojil k reformaci. Když se v roce 1597 unitární kanton Appenzell rozdělil na Ausser- a Innerrhoden, stal se Trogen hlavním městem kantonu Appenzell Ausserrhoden. Kvůli vlastním církevním stavbám v Rehetobelu a Waldu se církevní vliv Trogenu stále zmenšoval. Grub, Walzenhausen, Heiden, stejně jako Wolfhalden a Lutzenberg se osamostatnily až do roku 1658. Celkem devět z dnešních dvaceti obcí Ausserrhoden vzniklo z Trogenu.
Od 16. století až do průmyslové revoluce prosperoval Trogen, stejně jako většina Appenzellu, díky prodeji tkalcovských a vyšívaných výrobků. K tomuto trendu výrazně přispěla rodina Zellwegerů, která obchodem s plátnem svého času zbohatla. V roce 1667 otevřel Conrad Zellweger-Rechsteiner ve svém domě, dnešním tzv. Domě KVT (KVT-Haus), výstavu pláten. Jeho syn Conrad Zellweger-Tanner a on sám jsou považováni za zakladatele obchodních domů Zellweger. Kolem náměstí Trogner Landsgemeindeplatz byly postaveny tzv. „Zellwegerovy paláce“. Některé z nich jsou na seznamu kulturních památek národního významu. Zellweger-Tanner bydlel se svou ženou v budově, kde dnes stojí radnice. Stavba paláců vyvolala v rodině nepokoje, protože se každý snažil předstihnout ostatní ještě honosnějším palácem, což vedlo k částečnému rozpadu obchodních spojenectví a napjatým rodinným vztahům. V letech 1760–1763 postavil pozdně barokní stavitel Johann Ulrich Grubenmann von Teufen kamenné paláce pro děti obou bratrů Zellwegerů (Zellweger-Sulser) a další. Grubenmann postavil také uměleckohistoricky významný reformovaný kostel a pět světských budov. Kostel postavený v letech 1779–1782 byl Grubenmannovým posledním dílem. Od roku 1866, tedy 49 let po úpadku poslední firmy Zellweger, nedošlo k žádným dalším stavebním změnám na návsi. Landsgemeinde se v Trogenu konalo každý druhý rok až do jeho zrušení v roce 1997. Vzhledem ke své velikosti, sídlu kantonální vlády a části správy se však Herisau nyní obvykle označuje jako hlavní město kantonu Appenzell Ausserrhoden. V roce 2011 se v Trogenu hlasovalo o celkové rekonstrukci náměstí. Stavební práce byly zahájeny na jaře 2019 a mohly by být dokončeny na jaře 2021 výstavbou zahrady před pětibokým palácem. V červnu 2021 bylo slavnostně otevřeno nové dlážděné náměstí.
Na počátku 20. století byl hlavním zaměstnáním v Trogenu textilní průmysl. V tomto odvětví bylo zaměstnáno 66 % obyvatel. Současně se Trogen začal pomalu rozvíjet jako klimatické lázně a středisko zimních sportů. V meziválečném období došlo k prudkému poklesu počtu obyvatel. Přestože se oblast po napojení na železniční trať Trogenerbahnen v roce 1903 hospodářsky zotavila a stala se atraktivnějším místem k bydlení, počet obyvatel již nikdy nepřekročil vrchol z 50. let 19. století.

## Obyvatelstvo

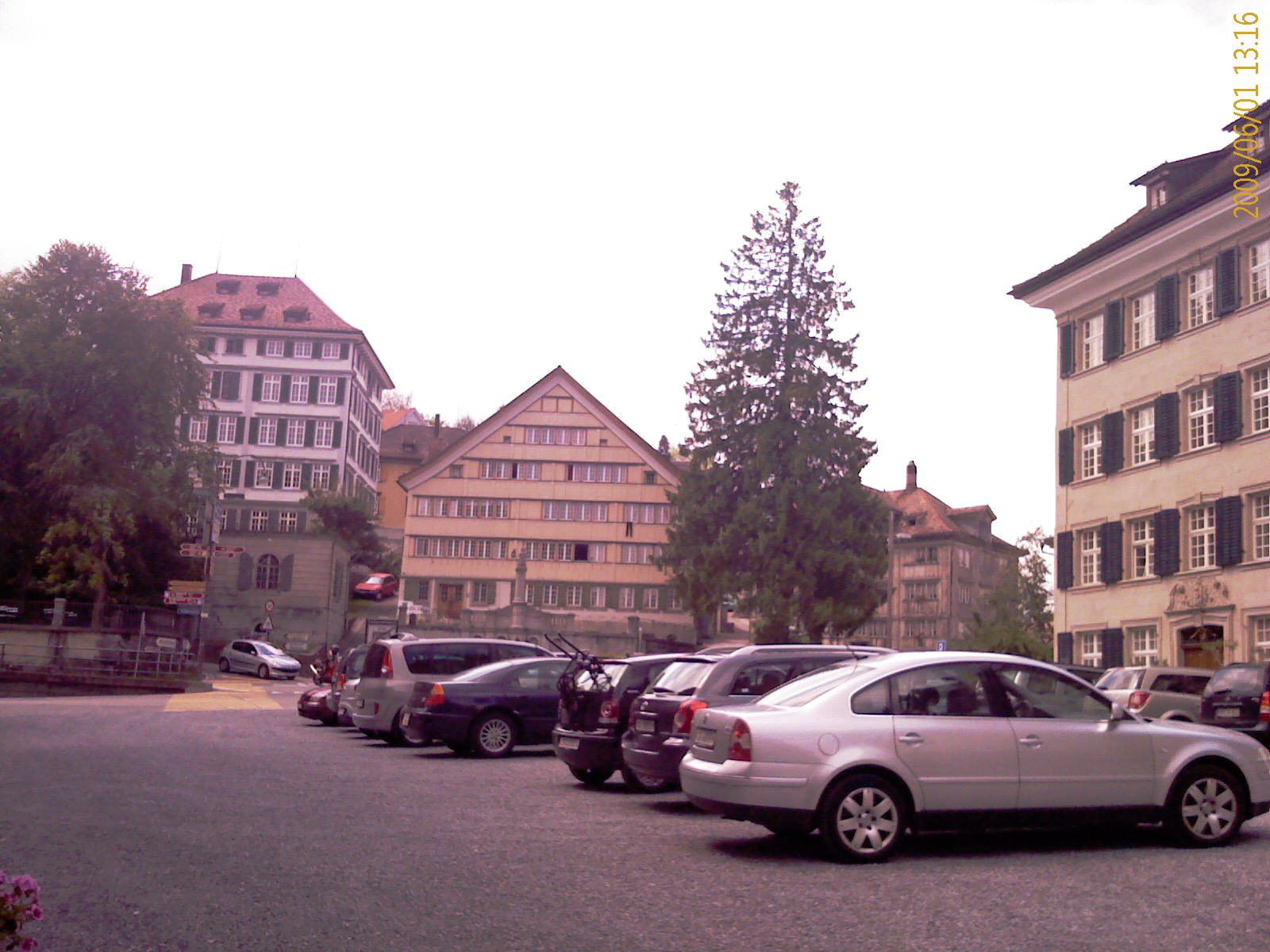
Hlavní náměstí v Trogenu

| Rok            | 1667 | 1734 | 1813 | 1850 | 1900 | 1950 | 1980 | 2000 | 2005 | 2010 | 2021 |
| Počet obyvatel | 2262 | 2250 | 2370 | 2611 | 2496 | 2142 | 1853 | 1867 | 1751 | 1687 | 1877 |